# Наруока Сьо
Сьо Наруока (яп. 成岡 翔, нар. 31 травня 1984, Сімада) — японський футболіст, півзахисник клубу «Сагаміхара».
Виступав, зокрема, за клуби «Джубіло Івата» та «Альбірекс Ніїгата», а також молодіжну збірну Японії.

## Клубна кар'єра
У дорослому футболі дебютував 2003 року виступами за команду клубу «Джубіло Івата», в якій провів вісім сезонів, взявши участь у 163 матчах чемпіонату.  Більшість часу, проведеного у складі «Джубіло Івата», був основним гравцем команди.
Протягом 2011—2012 років захищав кольори команди клубу «Авіспа Фукуока».
Своєю грою за останню команду привернув увагу представників тренерського штабу клубу «Альбірекс Ніїгата», до складу якого приєднався 2013 року. Відіграв за команду з міста Ніїгати наступні п'ять сезонів своєї ігрової кар'єри. Граючи у складі «Альбірекс Ніїгата» також здебільшого виходив на поле в основному складі команди.
У січні 2018 року на правах вільного агента став гравцем третьолігового клубу «Сагаміхара».

## Виступи за збірні
2001 року дебютував у складі юнацької збірної Японії, взяв участь у 3 іграх на юнацькому рівні.
2003 року залучався до складу молодіжної збірної Японії. На молодіжному рівні зіграв у 5 офіційних матчах.

## Титули і досягнення
- Володар Кубка Джей-ліги (1):

«Джубіло Івата»: 2010